# 岩村城の戦い
岩村城の戦い（いわむらじょうのたたかい）は、元亀3年（1572年）から天正3年（1575年）に美濃国恵那郡で起こった武田氏と織田氏の岩村城をめぐる戦い。

## 概要

### 元亀3年（1572年）の織田氏の遠征
元亀3年（1572年）8月14日、平安時代末期から美濃国東部を支配していた遠山氏の宗家で岩村城主の遠山景任が病死した。
岩村遠山氏は以前は武田氏に臣従していたが、織田信長が叔母のおつやの方を遠山景任の妻として嫁がせたため、織田方となっていた。
しかし景任は後継ぎが無いまま病死したので、信長は織田信広・河尻秀隆らを派遣して岩村城を占拠し、五男の御坊丸を岩村遠山氏の養子に据えた。しかし御坊丸は幼児であったため、実質的な城主は信長の叔母で景任未亡人のおつやの方が務めることになった。
元亀3年10月18日、上杉謙信は、この件について越中の河田重親に対する手紙で以下のように述べている。
「急度令馳一簡候、仍信玄濃州之内遠山号岩村認候処、城主取合敵数多討捕、敵追払候　則織田信長兄弟ニ候織田三郎五郎、川尻与兵衛、遠山岩村江人置、遠山七頭織田被入手候、遠山兄弟令病死候付、此度信玄打不慮候、結句以此次而信長遠山入手､信長成吉事事候」

### 元亀3年（1572年）の武田氏の遠征
元亀3年（1572年）10月3日、それまで諸勢力に向けて盛んに上洛することを宣伝していた武田信玄が西上作戦を開始した。
元亀3年（1572年）11月、秋山虎繁は武田軍を率いて岩村城を包囲した。
秋山虎繁は、おつやの方に対し自分と結婚するという条件で開城すれば籠城している者達の命は取らぬと申し入れた。おつやの方は、その条件を受け入れ岩村城に籠城していた岩村遠山氏の一族・郎党達は武田氏の軍門に下った。
同年11月14日、岩村城は武田方の城となり、下条信氏が入城した。
信長は11月15日の書状で、岩村遠山氏の一族でありながらも織田方に残った延友佐渡守に対し、「岩村の儀は是非も無し」と功を労い土岐郡日吉郷・釜戸本郷を与えた。

#### 大圓寺 (恵那市)焼き討ち
なお、岩村城の近くには、遠山氏の菩提寺として臨済宗妙心寺派の大圓寺があった。
住持の希菴玄密は、過去に京都の妙心寺の住持を5度も務め、過去に甲斐の恵林寺の住持も務めたこともあり武田信玄とは旧知の間柄の名僧であった。信玄から恵林寺へ戻るように何度も依頼が来たが希菴はこれを断固拒否した。これを恨んだ信玄は大圓寺の焼討ちと希菴の殺害を命じた。
元亀3年（1572年）岩村城開城から約2週間後の11月26日、大圓寺は武田軍の兵火により焼かれ、希菴は共の者と寺から逃亡した。これを知った秋山は刺客3人を送った。彼らは希菴一行に追付き、飯羽間川にかかる橋の上で全員を殺害した。
ところが半月待たない内に三人は気が狂ったり、狂った馬から落ちて命を落とした。それに留まらずその5ヵ月後には、武田信玄が死亡している。一説には信玄の重病を知った希菴の口封じが目的とも言われる。殺害された希菴らは村人達によって付近に葬られ希菴塚と呼ばれている。

#### 三方ヶ原の戦い
元亀3年（1572年）12月22日には、徳川氏と武田氏が衝突した、三方ヶ原の戦いが起きている。

### 元亀4年〔天正元年〕(1573年)の武田氏の遠征
元亀4年（1573年）2月下旬、おつやの方は織田掃部の肝いりで秋山虎繁と祝言を挙げ、養子として送り込まれていた信長の子の御坊丸は甲府に送られた。
3月6日、武田信玄は織田信長の東濃出陣の報を受け、秋山虎繁に美濃出陣を命じた。
同3月15日には岩村城を攻めていた馬場信春の率いる兵800が織田軍に攻めかかると、織田信長は１万の兵を引かせた。これを武田方の越中国勢30騎、飛騨国勢30騎、岡部正綱50騎が追撃し、徒歩の兵27人を討ち取った。その後、岩村城は落城し、岩村地衆も降伏し武者35騎の首が取られた。秋山虎繁は再び岩村城に入城した。元亀4年（1573年）4月12日、武田信玄は上洛半ばで病死した。武田家の家督は4男の武田勝頼が継いだ。

### 天正2年（1574年）武田勝頼の東美濃侵攻
天正2年（1574年）1月27日、武田勝頼は、織田信長をさらに圧迫するため、甲斐・信濃など五箇国の兵力で出発し、4月中旬に東美濃の城や砦(苗木城・阿寺城・千旦林城・阿木城・飯羽間城・串原城・今見砦など)を陥れ、岩村城に進出して明知城を包囲した。(明知城の戦い)
翌2月5日、信長は嫡男・織田信忠とともに出陣したが、到着前の2月6日に明知城で飯羽間右衛門の裏切りがあって落城したため、東濃の神篦城に河尻秀隆を、小里城に池田恒興を配置し、2月24日に岐阜に撤退した。また武田勝頼の軍勢は遠山領内の神社や寺院を悉く焼討し破壊した。
この時、織田信長は6万人を率いたとされるが、山県昌景が兵6000を率いて鶴岡山の方に進出すると、信長は兵を引いたという。

### 天正3年（1575年）の織田氏の遠征
天正3年（1575年）5月21日、武田勝頼は長篠において織田信長・徳川家康連合軍に大敗し、山県昌景・馬場信春ら多くの重臣を失った（長篠の戦い）。このため、織田・徳川による武田反攻が始まることとなる。
信長は嫡男・信忠に軍を預けて岩村城に侵攻させた。これに対して武田勝頼は援軍に向かおうとし、勝頼の動きを聞いた信長も11月14日に京から岐阜へ向かった。
上村合戦で武田(秋山軍)との戦いで生き残った苗木遠山氏の一族・郎党達は織田・徳川方に付いたが、明知遠山氏と串原遠山氏の一族・郎党達は織田・徳川方に付く者と武田方に付く者の二手に分かれた。
これより半年前から、織田・徳川方に付いた側は、中津川に遠山左衛門、竹折に土岐三兵衛、大川に小里内作、上村に遠山與介が駐留して、各方面から岩村城への補給路を断った。
そのため岩村城内は飢餓状態となり、この窮地を脱するために、岩村城に立て籠もっていた武田方と遠山方は11月10日に岩村城近くの水晶山の織田方の陣地に夜討ちをかけるなどして信忠軍に対抗したが、河尻秀隆・毛利秀頼・浅野左近・猿荻甚太郎等に反撃されて、武田方に付いていた遠山氏の一族・郎党達の遠山五郎友長・澤中左忠太光利・飯妻新五郎・小杉勘兵衛らが討死し大将格21人に籠城兵3千人の内1千百人を失ったため武田方は戦意を喪失した。窮地に陥った秋山虎繁は、塚本小大膳を使者に立て、信長に降伏を申し出、織田方に受け入れられた。
しかし、自分の叔母のおつやの方を自らの妻にして岩村城を乗っ取った秋山虎繁と、虎繁と結婚して武田方に寝返った叔母のおつやの方を憎悪していた信長は、11月21日に城将の秋山虎繁・大嶋杢之助・座光寺為清が赦免の参礼に来たところを捕らえて岐阜に連行し、おつやの方共々、岐阜城近くの長良川の河原で逆さ磔の極刑に処した。
岩村城に籠城していた甲斐や信濃の者達は帰国を許されたため、岩村城から南東方向にある木の実峠を越えて伊那方面へ進んでいたところ、峠の両側から織田軍の襲撃があり全員が殺害された。
武田方に与して城に籠城していた遠山氏の一族郎党は、馬木十内・馬坂求馬・須淵傳左衛門・久保原内匠・大船五六太・串原弥兵衛が討死し、遠山二郎三郎・遠山市之丞・遠山三郎四郎・遠山徳林斎・遠山三右衛門・遠山内膳・遠山藤蔵らは城中の市丞丸に入り自刃。残党は全て焼き殺された。